# Marilia kingsolveri
Marilia kingsolveri is een schietmot uit de familie Odontoceridae. De soort komt voor in het Neotropisch gebied.